# 25273 Barrycarole
25273 Barrycarole è un asteroide della fascia principale. Scoperto nel 1998, presenta un'orbita caratterizzata da un semiasse maggiore pari a 2,9101489 UA e da un'eccentricità di 0,0728856, inclinata di 3,25598° rispetto all'eclittica.